# Silvia Binggeli
Silvia Binggeli (* 1972 in Guggisberg) ist eine Schweizer Journalistin und diplomierte Übersetzerin. Sie war von 2013 bis 2019 Chefredaktorin der Schweizer Frauenzeitschrift Annabelle.

## Leben
Silvia Binggeli wuchs in Guggisberg im Kanton Bern auf. Nach einem Austauschsemester an der University of San Francisco erwarb sie an der Interpreter School Zürich (DOZ) 1995 ein Diplom als Übersetzerin und absolvierte von 1997 bis 1998 die Ringier-Journalistenschule.

## Karriere
Binggeli arbeitete 20 Jahre für die Frauenzeitschrift Annabelle, die letzten sechs Jahre als Chefredaktorin. Ihre Karriere dort begann 1999 als Reporterin, 2005 wechselte sie ins Ressort «Lifestyle», dessen Leitung sie 2011 übernahm. Zusätzlich amtete Binggeli ab 2012 als Stellvertretung der Chefredaktorin und von 2013 bis 2019 als Chefredaktorin.
Per 1. Oktober 2019 wurde die Annabelle an den Aarauer Zeitschriftenverlag Medienart verkauft, und es erfolgte die Umstellung auf ein neues Redaktionsmodell. Die Print- und Online-Redaktionen wurden zusammengelegt, 14 der 39 Mitarbeiter entlassen. Binggeli verliess die Redaktion nach erfolgter Umstellung und übergab die Chefredaktion Jacqueline Krause-Blouin.